# Waterloo (queso)
Waterloo es un queso semi-blando hecho de leche de vaca, producido por Village Maid Chesse Ltd en Riseley, Berkshire.

## Producción
Al igual que el brie, el queso se elabora con leche de Guernsey sin pasteurizar y con toda su grasa. El período de maduración es de entre 4 y 10 semanas, y el queso tiene un contenido de grasa del 45%.